# Mārtiņš Brauns
Mārtiņš Brauns (Født 17. september 1951 i Riga, død 24. november 2021) var en lettisk komponist.

## Liv og gerning
Brauns blev uddannet på Emīls Dārziņš Musikskole og Jāzeps Vitols' lettiske statskonservatorium. Fra 1978 til 1986 var han leder af rockgruppen Sīpoli, hvor han var keyboardspiller og komponist.
Brauns har skrevet et antal stykker, der er blevet spillet til den lettiske Sang- og Dansefestival, herunder "Saule, Pērkons, Daugava" (dansk: "Sol, Torden, Daugava"). Denne sang blev i 2014 i oversat udgave ("Ara és l’hora") udnævnt til officiel hymne for den catalonske selvstændighedsbevægelse.
I 2001 modtog han Kulturministeriets pris for sit arbejde Sapnis par Rīgu (dansk: Drømmen om Riga). Han har skrevet musik til teaterforestillinger og film. Fra 1986 og til sin død var han medlem af lettisk Filmmageres Union. Flere gange har han fået Lielais Kristaps hæderspris.